# Slotkerk Neustrelitz
De Slotkerk van Neustrelitz (Duits: Schlosskirche Neustrelitz) is een neogotisch kerkgebouw dat in de jaren 1855 tot 1859 door Friedrich Wilhelm Buttel gebouwd.

## Geschiedenis
De architect en uitvoerder Friedrich Wilhelm Buttel kreeg van groothertog Georg van Mecklenburg-Strelitz de opdracht een ontwerp voor een nieuwe slotkerk aan te leveren. Aanleiding was dat de oude slotkapel van het slot Neustrelitz aan het begin van de 19e eeuw te klein werd voor protestantse gemeenschap van de aanmerkelijk groeiende bevolking. Bij zijn eerste ontwerp oriënteerde Buttel zich op de gotische kloosterkerk van Batalha in Portugal. De groothertog beoordeelde dit ontwerp echter als te duur en te ambitieus en dus werd Buttel verzocht een meer bescheiden bouwplan aan te leveren.
Als leerling van Karl Friedrich Schinkel was Buttel op de hoogte van diens ontwerp voor de Alexander Nevski-kapel te Sint-Petersburg. Allerlei architectonische details, zoals de fioelen naast het portaal, duiden er op dat Buttel zich bij zijn tweede ontwerp door dit ontwerp van zijn vroegere leermeester liet inspireren. 
Buttel had grote bezwaren tegen de door de groothertog gekozen bouwlocatie. Wegens het hellende terrein en de instabiele grond vreesde Buttel het ontstaan van scheuren in het muurwerk en het gevaar dat zelfs muren van elkaar losraakten. De wijding van de nieuwe kerk vond op 12 augustus 1859 plaats, maar de vrees van Buttel voor de constructieproblemen bleek al binnen 10 jaar gegrond.
Tegenwoordig is het gebouw eigendom van de stad Neustrelitz. Het wordt niet meer voor erediensten gebruikt, maar voor concerten en tentoonstellingen.  

## Beschrijving
Het gebouw betreft een kruisvormige zaalkerk van gele baksteen. Naar het getal van de apostelen sieren in totaal twaalf slanke torens de neogotische kerk. De risaliet van de voorgevel wordt door twee lage torentjes geflankeerd. Twee hoge torens begrenzen de façade van het middelfront. De torens zouden als symbolen van het christelijk geloof de ware religieuze geestdrift uitdrukken en naar God verwijzen. In het midden boven het portaal bevindt zich een roosvenster, waarvan het maaswerk twaalf cirkels vormt. Het gebouw wordt verder rijk versierd door uitbundig blindmaaswerk, een fraaie, balustrade-achtige bekroning en rozetten boven de vensters en portalen.  
Aan de westelijke gevel prijken de beelden van de vier evangelisten: Matteüs met de engel, Marcus met de leeuw, Lukas met de os en Johannes met de adelaar. De terracotta beelden werden in 1859 gemaakt door de beeldhouwer Albert Wolff. 

## Interieur
Van het oude interieur is weinig overgebleven. Resten van het Grüneberg-orgel bevinden zich nog op de galerij. Vooral de balken van het interieur zijn vanwege het houtsnijwerk bezienswaardig.